# Pegasus Airlines
Pegasus Airlines (Pegasus Hava Taşımacılığı A.Ş.) er et tyrkisk lavprisflyselskab oprettet i 1989 og baseret i Istanbul, Tyrkiet. Selskabet flyver charterflyvninger til tyrkiske resorts fra omkring 100 destinationer i 17 lande, 21 indenrigs og 31 i Europa.
Dets vigtigste base er Sabiha Gökcen Lufthavn, Istanbul, med en hub i Antalya Lufthavn.

## Historie
Flyselskabet blev grundlagt den 1. december 1989 og begyndte sit virke den 15. april 1990. Det var ejet af Aer Lingus, men blev solgt i 1994 til Yapı Kredi (Yapı ve Kredi Bankası A.S.). Det er nu ejet af Esas Holding (85%) og Silkar Holding A.S. (15%). 
I den græske mytologi, Pegasus (græsk: Πήγασος, Pegasos, »stærk«) blev en bevinget hest avlet af Poseidon, i hans rolle som hest-Gud, og folet af Gorgon Medusa.

## Destinationer
Pegasus Airlines flyver charter og planlagte service til 70 destinationer i Europa og Asien

## Samarbejdspartnere
Pegasus Airlines har samarbejdspartnerskab med følgende flyselskaber:
- IZair

## Flyflåde
Pegasus Airlines' flåde består af følgende fly (Juli 2018) :
I Juli 2018 er den gennemsnitlige alder af flåden 5.4 år.